# Hemipus
Genre
Hemipus est un genre de passereaux de la famille des Vangidae. Il regroupe deux espèces d'échenilleurs.

## Répartition
Ce genre se trouve à l'état naturel en Asie du Sud, du Sud-Est, et dans le Sud de la Chine.

## Liste alphabétique des espèces
D'après la classification de référence du Congrès ornithologique international (version 8.2, 2018) :
- Hemipus hirundinaceus (Temminck, 1822) — Échenilleur véloce, Hémipe véloce
- Hemipus picatus (Sykes, 1832) — Échenilleur gobemouche, Échenilleur pie, Hémipe gobemouche
  - Hemipus picatus capitalis (Horsfield, 1840)
  - Hemipus picatus intermedius Salvadori, 1879
  - Hemipus picatus leggei Whistler, 1939
  - Hemipus picatus picatus (Sykes, 1832)

## Taxonomie
Ce genre appartenait auparavant à l'ancienne famille des Tephrodornithidae. En 2018, le congrès ornithologique international a décidé de le rattacher à la famille des Vangidae et de supprimer la famille des Tephrodornithidae.